# سماق أجرد
سماق أجرد أو السماق الناعم (الاسم العلمي:Rhus glabra) هو نوع من النباتات يتبع جنس السماق من الفصيلة البطمية.